# Casero
I Casero furono una famiglia nobiliare genovese.

## Storia
Giunsero a Genova dalla Lombardia intorno al XII secolo, benché uno dei suoi membri più noti, Barnaba Cigala Casero, affermasse che la sua stirpe discendesse dall'imperatore Ottone III e che il cognome Casero sarebbe derivato dal termine tedesco kaiser, ovvero imperatore.
Nel 1528, con la riforma degli alberghi genovesi, i Casero vennero ascritti ai Cicala ed ai Lercaro. Rappresentante più illustre della famiglia fu il già citato Barnaba, senatore della Repubblica di Genova e poeta.

## Arma
L'arma della famiglia Casero era partito nel 1° d'azzurro a tre fasce di rosso al crancellino in sbarra d'oro; nel 2° d'oro al leone d'oro.